# Ain't Misbehavin' (chanson)
Pour les articles homonymes, voir Ain't Misbehavin'.
Ain't Misbehavin' est une chanson écrite par Fats Waller et Harry Brooks, avec des paroles d'Andy Razaf et rendue populaire par la revue musicale Hot Chocolates (en) mettant en vedette Louis Armstrong, qui a été créée à Broadway en juin 1929,,.

## À propos de la chanson
Le narrateur de la chanson, bien que seul, promet à son amour de ne pas mal se conduire (« Ain't Misbehavin' »), que ce soit en sortant tard ou en flirtant avec d'autres femmes.
Plusieurs versions de l'écriture de cette chanson coexistent : Waller a raconté avoir écrit la chanson sur un piano miniature alors qu'il était en prison pour un problème de pension alimentaire. Son avocat a vendu la chanson pour 250, permettant à Waller de payer la pension et de sortir de prison. Pour Mark Steyn, la chanson a été écrite en quarante-cinq minutes par Razaf et Waller dans l'appartement de celui-ci. Ils se sont alors rués vers le théâtre pour la montrer à Harry Brooks.
Ain't Misbehavin' est une des chansons de la revue musicale entièrement noire à succès Hot Chocolates (en), donnée au Connie’s Inn de Harlem. Elle est à l'origine chantée par Margaret Simms et Paul Bass, puis par les Hallelujah Singers de Russell Wooding. Fort de son succès, Hot Chocolates (en) est joué à Broadway à partir du 20 juin 1929, où Louis Armstrong se joint au casting à la trompette.

## Enregistrements

### Version de Louis Armstrong & His Orchestra
Single 10" 78 tours (Okeh 8714, 1929)
1. (What Did I Do to Be So) Black and Blue
2. Ain't Misbehavin'[8],[9],[6]

### Version de Thomas Waller
Single 10" 78 tours (Victor 22108, 1929)
A. Ain't Misbehavin'
B. Sweet Savannah Sue,
Cette version instrumentale piano est considérée comme « la version classique ».

## Reprises

### Versions chantées
La chanson a été notamment reprise par les Charleston Chasers (avec Eva Taylor au chant), Seger Ellis et son orchestre, Ruth Etting, Leo Reisman et son orchestre (avec Lew Conrad au chant).
Mary Beth Hughes l'a chantée dans le film musical Follow the Band (1943), et Fats Waller et Ada Brown dans le film Stormy Weather (20th Century Fox, 1943),.
Ain't Misbehavin' a également été chanté par :
- Anita O'Day avec le Nat King Cole Trio (entre 1945 et 1947)[13]
- Sarah Vaughan avec George Treadwell, Sarah Vaughan, 1950
- Dinah Washington, Dinah Washington Sings Fats Waller, 1957
- Ray Charles, The Great Ray Charles, 1957
- Billie Holiday, Stay With Me, 1958
- Ella Fitzgerald avec Count Basie, Ella And Basie! , 1963
- Peter Cincotti, Peter Cincotti, 2003

### Versions instrumentales
Ain't Misbehavin' est devenu un standard de jazz, et a été joué par de nombreux musiciens, dont :
- Django Reinhardt, 1937[14]
- Benny Goodman, Benny Goodman Sextet Session, 1946
- Jutta Hipp, Jutta Hipp at the Hickory House, 1956
- Art Tatum, 1948[15]
- Teddy Wilson, The Impeccable Mr. Wilson, 1957
- Hank Jones, Ain't Misbehavin', 1979
- Keith Jarrett, My Foolish Heart, 2007
- Jean-Michel Pilc, Follow Me, 2004
- Jason Moran, All Rise: A Joyful Elegy For Fats Waller, 2014

## Hommages
En 1984, la chanson est introduite au Grammy Hall of Fame.